# Re di cuori (personaggio)
Il Re di cuori è un personaggio immaginario de Le avventure di Alice nel Paese delle Meraviglie, romanzo del 1865 di Lewis Carroll.

## Il personaggio

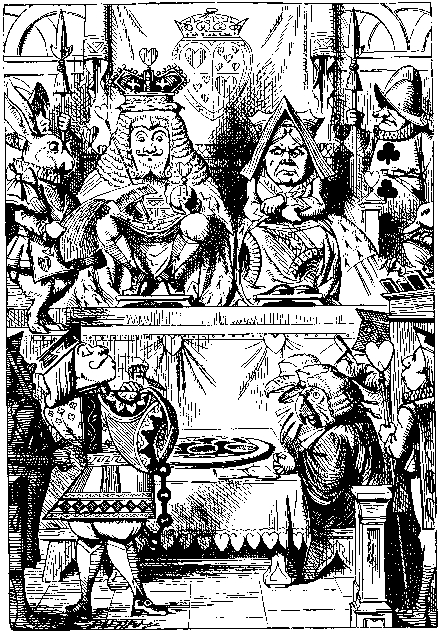
Il re con la consorte al processo contro il Fante di cuori, illustrazione del romanzo a opera di John Tenniel

Nel romanzo di Carroll il Re di cuori regna con la moglie sul Paese delle Meraviglie, distinguendosi per la benevolenza e il perdono che concede in segreto ai sudditi condannati a morte dalla Regina, con la sola eccezione della Duchessa Brutta.
È il sovrano che piace alla maggior parte della popolazione, mostrandosi con maggior gentilezza e leggera timidezza. Quando Alice disobbedisce alla Regina, il Re prova a calmare la moglie ricordandole che si tratta di una bambina.
Presiede il processo che vede come imputato il Fante di cuori (accusato di furto delle crostate a danno della Regina), risultando tuttavia un giudice incompetente.

### Analisi
Il Re di Cuori rappresenta un'inversione dei tradizionali ruoli uomo/donna: incarna altresì l'animo sereno e bendisposto che deve soccombere alla furia e alla prepotenza, personificate da sua moglie; Martin Gardner vede in esso un velato riferimento alla sessualità repressa dello stesso Lewis Carroll. Lo stesso rovesciamento di ruoli, in scala minore, è riscontrabile nel Re e nella Regina Rossi nel libro successivo, Attraverso lo specchio e quel che Alice vi trovò.

## Versione Disney

### Aspetto
Nel film del 1951 viene rappresentato come un uomo docile e dalla statura minuta. Ha i capelli di color arancione, i baffi e la barba scuri e porta sul capo una corona sproporzionata rispetto alla dimensione della sua testa. Spesso mantiene in mano una bacchetta con un cuore.

### Comportamento
Cerca sempre di compiacere la moglie e talvolta è in grado di cambiarne le opinioni, riuscendo a convertire la condanna a morte di Alice in un processo, dopo averlo chiesto in maniera piuttosto infantile. Il trattamento che il Re riceve dalla Regina appare, infatti, più come quello di un rapporto madre-figlio. Inoltre riesce a convincere la Regina, che frettolosamente vuole pronunziare la sentenza finale contro Alice, ad ascoltare prima dei testimoni.
Proprio durante il primo processo contro la bambina, colpisce per errore la testa della Regina con un martello, finendo per far giustiziare per la seconda volta la protagonista, accusata di essere la colpevole dalla Lepre Marzolina, che era stata a sua volta incolpata dal Cappellaio Matto, accusato dal Re.
Alla fine del film, quando la Regina di cuori ordina l'inseguimento di Alice per decapitarla, il Re cambia atteggiamento e asseconda la moglie partecipando alla ricerca della malcapitata in fuga.
Non ricevendo grandi considerazioni dal suo popolo, chiede spesso al Bianconiglio di essere salutato.

## Altre apparizioni

### Cinema
- Nel film Alice nel Paese delle Meraviglie del 1999 viene interpretato da Simon Russell Beale.

### Televisione
- Nella serie animata House of Mouse - Il Topoclub fa diverse apparizioni insieme alla Regina, come nell'episodio Goofy's Valentine Date (2001), dove viene lanciato dalla moglie come fosse una palla da croquet.[3]
- Nella serie televisiva C'era una volta appare nei panni del principe Henry Mills, il figlio del re Xavier, marito della regina Cora del Paese delle Meraviglie e padre amorevole della Regina Cattiva, incapace però di difendere la figlia dalle azioni della madre.[3]

### Videogiochi
- Nel secondo capitolo di Kinect: Disneyland Adventures appare in un breve cameo. Il giocatore infatti, entrando nel castello della Regina, può vedere il Re che sorride in un ritratto.[3]